# Vangueria psammophila
Vangueria psammophila là một loài thực vật có hoa trong họ Thiến thảo. Loài này được (K.Schum.) Lantz mô tả khoa học đầu tiên năm 2005.